# Jämtlands landskapsvapen
Jämtlands landskapsvapen är enligt blasoneringen: "I blått fält en gående älg av silver med en lyftande falk på ryggen och i posten åtföljd av en vänstervänd upprest hund, båda av guld." Vapnet kröns i likhet med alla landskapsvapen av en hertiglig krona. Blasoneringen säger inget om beväring, men tradition gör att denna målas i rött.

## Historik
Jämtland blev en del av Sverige vid freden i Brömsebro 1645, och vapnet skapades till processionen vid Karl X Gustavs begravning 1660. Ett medeltida sigill fanns men dess huvudmotiv, det norska riksvapnet, passade inte till ett svenskt landskapsvapen. Det fanns emellertid även ett mindre sigill, med en grupp om tre djur, skapat på order av den danske kungen Kristian IV i Köpenhamn 1635. På detta vapen syns en ren som angrips av två andra djur varav det ena är en stor fågel. Landskapets vapen beskrivs också i 1673 års förteckning gällande arméfanorna som: "en vit ren och en mot honom en springande ekorre". Fanförordningen år 1686 beskriver dock kompanifanorna vid Jämtlands dragonregemente på något annat sett: "Förer en vit ren uti blått fält, med en spännande örn på ryggen, och emot dess hals en springande varg". År 1884 fastställdes en blasonering som angav att det är fråga om en älg som angrips av örn och varg. Dryga 50 år senare, 1935, ändrade man tolkningen och angav nu att det var fråga om en jaktscen, där en älg angrips av hund och falk. Även om detta inte anges i blasoneringen försågs hunden i den av riksheraldikern framtagna tolkningen med halsband, och falken med en bjällra på foten. 
Vapnet ingår även tillsammans med Härjedalens landskapsvapen i vapnet för Jämtlands län.

## Bildgalleri

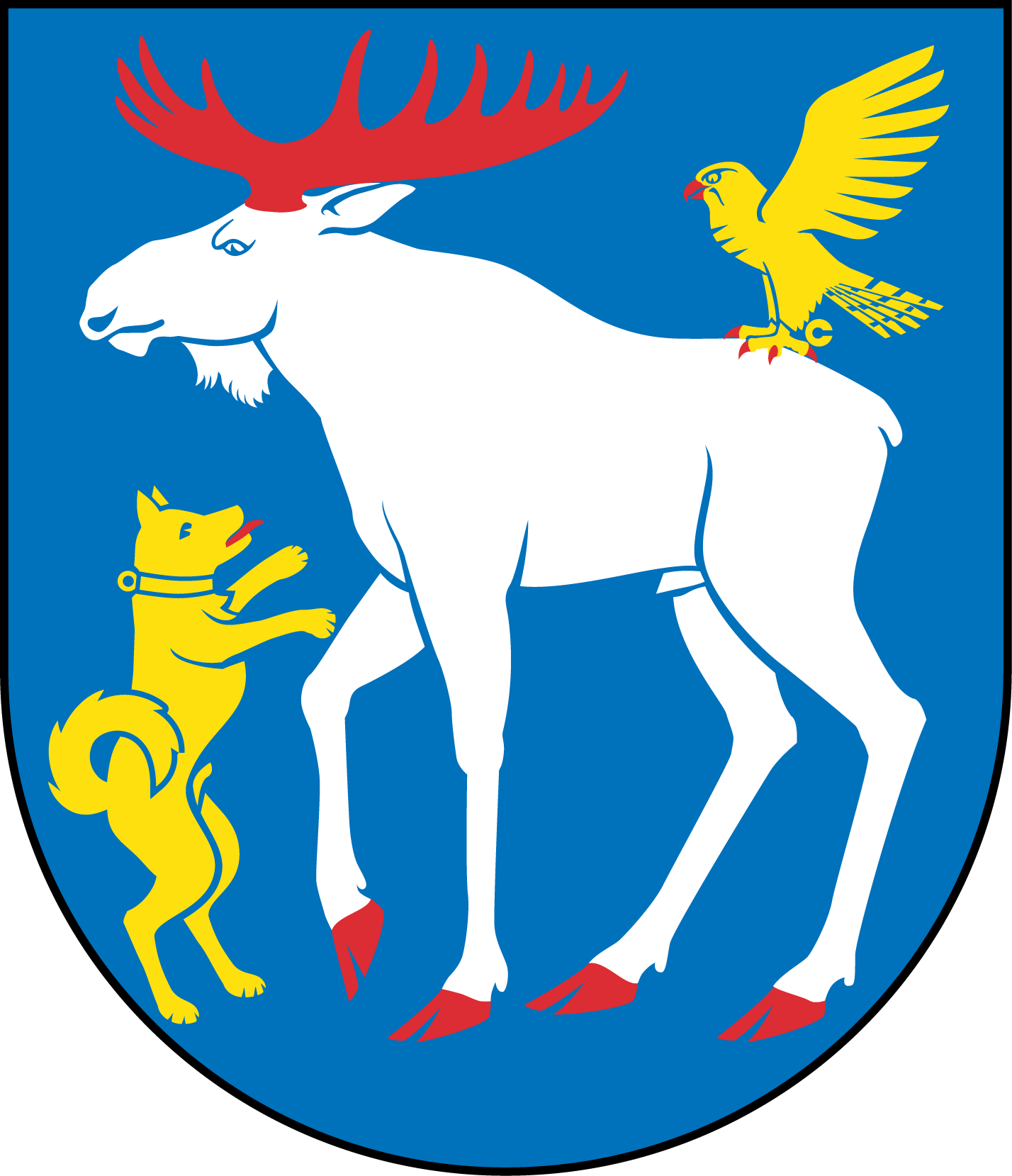
Landskapsvapnet i Riksarkivet
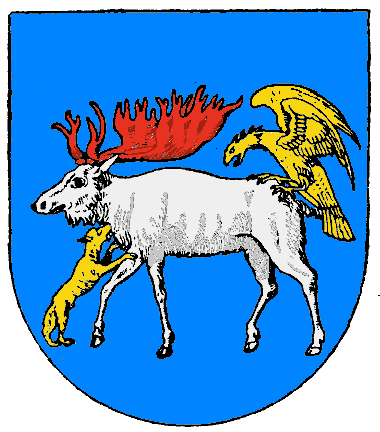
1884 års version av landskapsvapnet. I den senaste blasoneringen (1974) nämns inte den röda beväringen.
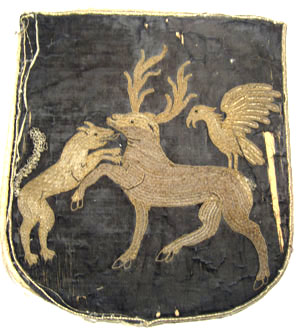
Landskapsvapnet på broderat banér till Karl X Gustavs begravning från Livrustkammaren.
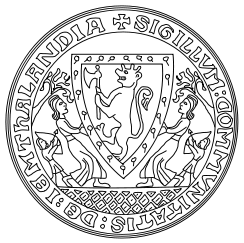
Jämtlands medeltida sigill (cirka 1274).